# Billy Nomates

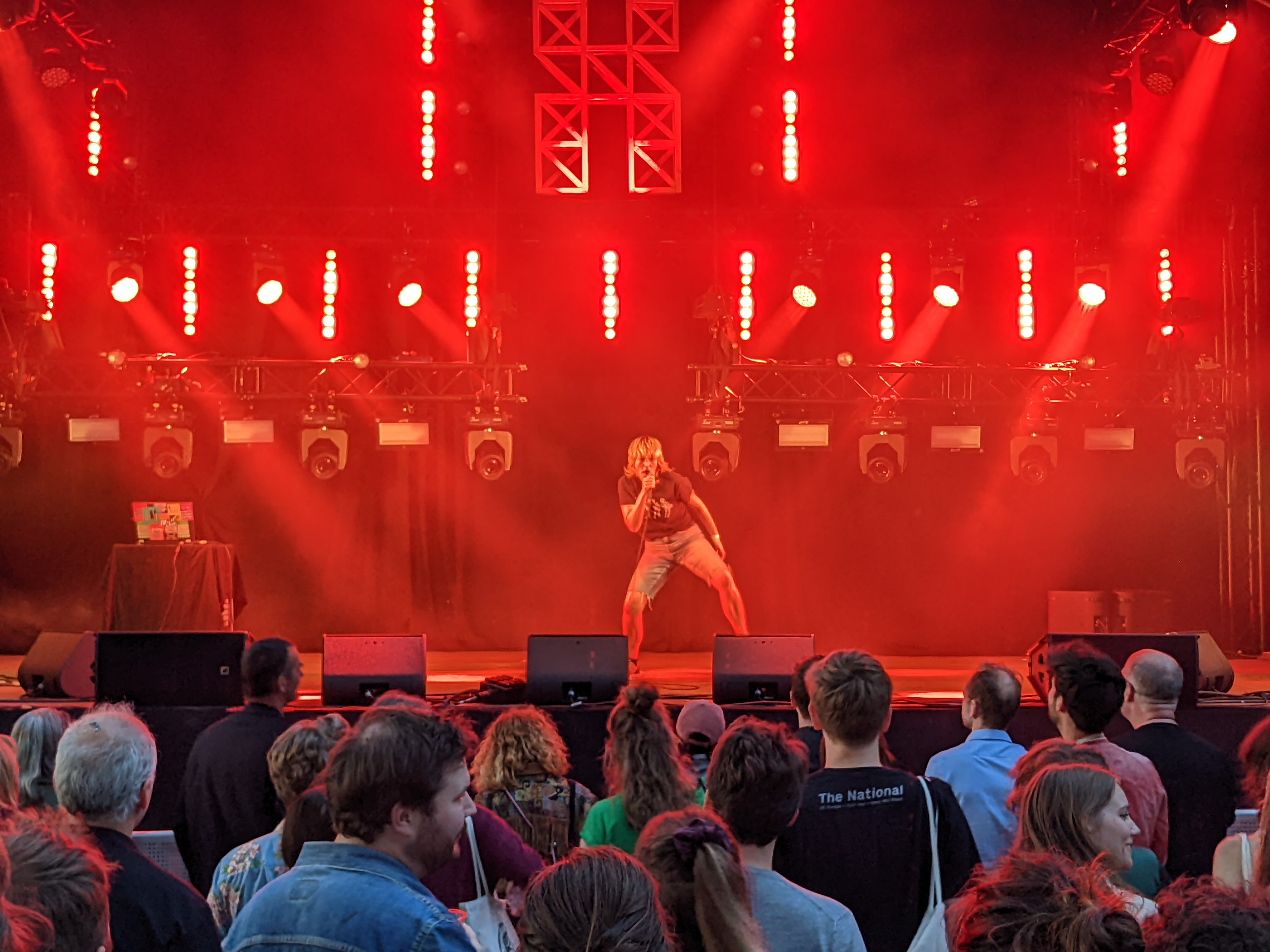
Billy Nomates au Valkhof Festival 2022

Billy Nomates est le nom de scène de Tor Maries née à Melton Mowbray dans le Leicestershire, une musicienne britannique post-punk. 

## Biographie
Elle est née et a grandi dans l'agglomération de Leicester, et a joué dans de nombreux groupes. Un concert de Sleaford Mods auquel elle assiste en 2019 lui donne l'élan pour se lancer dans une carrière solo. Elle publie son premier album homonyme en août 2020 sur le label Invada Records. Pour cet album, elle a travaillé avec Geoff Barrow. Un EP baptisé Emergency Telephone est publié en 2021. La même année elle chante sur un titre de l'album Spare Ribs de Sleaford Mods.
En 2023, elle écrit et produit elle-même son deuxième album Cacti.